# Filip Stojilković
Filip Stojilković (Zollikon, 4 gennaio 2000) è un calciatore svizzero di origini serbe, attaccante del KS Cracovia.

## Carriera

### Club
Cresciuto nel settore giovanile dello Zurigo, nel 2018 viene acquistato dall'Hoffenheim dove gioca una stagione divisa fra formazione Under-19 e seconda squadra. Nel 2019 fa ritorno in patria al Wil dove debutta fra i professionisti giocando l'incontro di Challenge League pareggiato 3-3 contro lo Sciaffusa dove trova anche la prima rete in carriera. Le buone prestazioni attirano l'interesse del Sion che lo acquista nel gennaio 2020; il 2 ottobre viene prestato all'Aarau fino al termine della stagione.

### Nazionale
Ha giocato nella nazionale svizzera Under-19.
Nel 2021 viene convocato dalla nazionale Under-21 per il campionato europeo di categoria.

## Statistiche
Statistiche aggiornate al 20 novembre 2021.

### Presenze e reti nei club
| Stagione        | Squadra         | Campionato      | Campionato | Campionato | Coppe nazionali | Coppe nazionali | Coppe nazionali | Coppe continentali | Coppe continentali | Coppe continentali | Altre coppe | Altre coppe | Altre coppe | Totale | Totale | Totale |
| Stagione        | Squadra         | Comp            | Pres       | Reti       | Comp            | Pres            | Reti            | Comp               | Pres               | Reti               | Comp        | Pres        | Reti        | Pres   | Reti   |        |
| --------------- | --------------- | --------------- | ---------- | ---------- | --------------- | --------------- | --------------- | ------------------ | ------------------ | ------------------ | ----------- | ----------- | ----------- | ------ | ------ | ------ |
| 2018-2019       | Hoffenheim II   | RL              | 2          | 0          |                 | -               | -               |                    | -                  | -                  |             | -           | -           | 2      | 0      |        |
| 2019-gen. 2020  | Wil             | ChL             | 18         | 8          | CS              | 1               | 0               |                    | -                  | -                  |             | -           | -           | 19     | 8      |        |
| gen.-lug. 2020  | Sion            | ASL             | 11         | 1          | CS              | 0               | 0               |                    | -                  | -                  |             | -           | -           | 11     | 1      |        |
| 2020-2021       | Aarau           | ChL             | 32         | 15         | CS              | 3               | 1               |                    | -                  | -                  |             | -           | -           | 35     | 16     |        |
| 2021-2022       | Sion            | ASL             | 14         | 3          | CS              | 1               | 1               |                    | -                  | -                  |             | -           | -           | 15     | 4      |        |
| Totale carriera | Totale carriera | Totale carriera | 77         | 27         |                 | 5               | 2               |                    | -                  | -                  |             | -           | -           | 82     | 29     |        |